# Paul William Richards
Paul William Richards (Scranton, 20 maggio 1964) è un ex astronauta e ingegnere statunitense.
Ha partecipato alla missione spaziale Shuttle STS-102 come specialista di missione.